# Atletica leggera agli XI Giochi sudamericani
Le competizioni di atletica leggera agli XI Giochi sudamericani si sono svolte dal 5 all'8 giugno 2018 presso l'Estadio de Atletismo GAMC di Cochabamba, in Bolivia. Si sono svolti 45 differenti concorsi: 23 riservati ad atleti maschi e 22 riservati ad atlete femmine.
Le gare sono state per determinare le qualificazioni ai Giochi panamericani di Lima 2019: in particolare, è stato assicurato un posto alla competizione panamericana al vincitore di ogni singolo concorso, a condizione che il suo Comitato Olimpico Nazionale lo abbia inserito nella competizione.

## Nazioni partecipanti
Tra parentesi è indicato il numero di atleti partecipanti per ogni singola nazione.
- Argentina (24)
- Aruba (1)
- Bolivia (58)
- Brasile (36)
- Cile (28)
- Colombia (41)
- Ecuador (22)
- Guyana (4)
- Panama (7)
- Paraguay (12)
- Perù (27)
- Suriname (2)
- Uruguay (7)
- Venezuela (26)

## Risultati

### Uomini
| Specialità             | Oro                                                                      | Prestazione | Argento                                                               | Prestazione | Bronzo                                                                                 | Prestazione |
| Corse piane            |                                                                          |             |                                                                       |             |                                                                                        |             |
| 100 metri              | Alonso Edward                                                            | 10"01       | Álex Quiñónez                                                         | 10"09 =     | Vitor Hugo dos Santos                                                                  | 10"12       |
| 200 metri              | Álex Quiñónez                                                            | 19"93       | Vitor Hugo dos Santos                                                 | 20"21       | Bernardo Baloyes                                                                       | 20"28       |
| 400 metri              | Lucas Carvalho                                                           | 45"61       | Yilmar Herrera                                                        | 45"64       | Winston George                                                                         | 45"67       |
| 800 metri              | Lucirio Antonio Garrido                                                  | 1'51"15     | Jelssin Robledo                                                       | 1'51"50     | Leandro Paris                                                                          | 1'51"94     |
| 1500 metri             | Carlos Díaz                                                              | 3'50"82     | Willy Canchanya                                                       | 3'51"23     | Federico Bruno                                                                         | 3'54"34     |
| 5000 metri             | Bayron Piedra                                                            | 14'32"47    | Vidal Basco                                                           | 14'32"58    | Luis Ostos                                                                             | 14'32"79    |
| 10000 metri            | Iván González                                                            | 30'25"10    | Jorge Cesar Fernández                                                 | 30'37"29    | Bayron Piedra                                                                          | 30'51"74    |
| Corse a ostacoli       |                                                                          |             |                                                                       |             |                                                                                        |             |
| 110 metri              | Eduardo de Deus                                                          | 13"44       | Fanor Escobar                                                         | 13"61       | Juan Moreno                                                                            | 13"68       |
| 400 metri              | Guillermo Ruggeri                                                        | 49"28       | Alfredo Sepúlveda                                                     | 49"62       | Márcio Teles                                                                           | 49"78       |
| 3000 siepi             | Yuri Labra                                                               | 9'01"95     | Gerald Giraldo                                                        | 9'01"99     | Yessy Apaza                                                                            | 9'21"81     |
| Staffette              |                                                                          |             |                                                                       |             |                                                                                        |             |
| 4×100 metri            | Colombia Jhonny Rentería Diego Palomeque Jessi Chará Bernardo Baloyes    | 38"97       | Venezuela Alberto Aguilar Rafael Vásquez Alexis Nieves Arturo Ramírez | 39"03       | Brasile Lucas Carvalho Vítor Hugo dos Santos Aldemir da Silva Junior Felipe dos Santos | 39"54       |
| 4×400 metri            | Colombia Bernardo Baloyes Jelssin Robledo Diego Palomeque Yilmar Herrera | 3'04"78     | Venezuela José Meléndez Alberto Aguilar Freddy Mezones Kelvis Padrino | 3'05"75     | Cile Enzo Faulbaum Rafael Muñoz Sergio Aldea Alfredo Sepúlveda                         | 3'11"58     |
| Prove su strada        |                                                                          |             |                                                                       |             |                                                                                        |             |
| Marcia 20 km           | Brian Pintado                                                            | 1h24'56"    | César Augusto Rodríguez                                               | 1h26'23"    | Yerko Araya                                                                            | 1h29'37"    |
| Marcia 50 km           | Andrés Chocho                                                            | 3h55'48"    | Luis Henry Campos                                                     | 3h59'23"    | Ronald Quispe                                                                          | 4h05'05"    |
| Salti                  |                                                                          |             |                                                                       |             |                                                                                        |             |
| Salto in alto          | Eure Yáñez                                                               | 2,28 m      | Fernando Ferreira                                                     | 2,25 m      | Carlos Layoy                                                                           | 2,25 m      |
| Salto con l'asta       | Augusto Dutra                                                            | 5,50 m      | Germán Chiaraviglio                                                   | 5,40 m      | Walter Viáfara                                                                         | 5,00 m      |
| Salto in lungo         | Emiliano Lasa                                                            | 8,26 m      | Paulo Sérgio Oliveira                                                 | 8,12 m      | Alexsandro de Melo                                                                     | 8,09 m      |
| Salto triplo           | Miguel van Assen                                                         | 16,81 m     | Mateus de Sá                                                          | 16,76 m     | Leodán Torrealba                                                                       | 16,23 m     |
| Lanci                  |                                                                          |             |                                                                       |             |                                                                                        |             |
| Getto del peso         | Darlan Romani                                                            | 21,21 m     | Aldo Gonzáles                                                         | 18,33 m     | Levin Moreno                                                                           | 17,60 m     |
| Lancio del disco       | Mauricio Ortega                                                          | 62,10 m     | Juan Caicedo                                                          | 57,37 m     | José Miguel Ballivián                                                                  | 52,91 m     |
| Lancio del martello    | Joaquín Gómez                                                            | 75,10 m     | Humberto Mansilla                                                     | 74,71 m     | Wagner Domingos                                                                        | 72,53 m     |
| Lancio del giavellotto | Arley Ibargüen                                                           | 80,11 m     | Leslain Baird                                                         | 78,65 m     | Braian Toledo                                                                          | 78,57 m     |
| Prove multiple         |                                                                          |             |                                                                       |             |                                                                                        |             |
| Decathlon              | Georni Jaramillo                                                         | 7977 p.     | José Lemos                                                            | 7757 p.     | Felipe dos Santos                                                                      | 7739 p.     |

### Donne
| Specialità             | Oro                                                                          | Prestazione | Argento                                                                    | Prestazione | Bronzo                                                                      | Prestazione |
| Corse piane            |                                                                              |             |                                                                            |             |                                                                             |             |
| 100 metri              | Narcisa Landazuri                                                            | 11"12       | Ángela Tenorio                                                             | 11"13       | Vitória Cristina Rosa                                                       | 11"23       |
| 200 metri              | Vitória Cristina Rosa                                                        | 22"87       | Ángela Tenorio                                                             | 23"07       | Nercely Soto                                                                | 23"11       |
| 400 metri              | Jennifer Padilla                                                             | 52"14       | Geisa Coutinho                                                             | 52"93       | María Fernanda Mackenna                                                     | 53"60       |
| 800 metri              | Déborah Rodríguez                                                            | 2'16"21     | Rosangélica Escobar                                                        | 2'16"89     | María Pía Fernández                                                         | 2'17"16     |
| 1500 metri             | Muriel Coneo                                                                 | 4'27"10     | María Pía Fernández                                                        | 4'30"56     | Micaela Levaggi                                                             | 4'30"88     |
| 5000 metri             | Saida Meneses                                                                | 16'47"37    | Luz Mery Rojas                                                             | 17'09"59    | Carmen Toaquiza                                                             | 17'16"40    |
| 10000 metri            | Inés Melchor                                                                 | 35'57"86    | Gladys Tejeda                                                              | 35'59"45    | Irma Vila Sonco                                                             | 36'12"74    |
| Corse a ostacoli       |                                                                              |             |                                                                            |             |                                                                             |             |
| 100 metri ostacoli     | Génesis Romero                                                               | 13"08       | Diana Bazalar                                                              | 13"36       | Jenea McCammon                                                              | 13"39       |
| 400 metri ostacoli     | Fiorella Chiappe                                                             | 56"39       | Melissa González                                                           | 56"86       | Gianna Woodruff                                                             | 57"68       |
| 3000 metri siepi       | Rina Cjuro                                                                   | 10'53"83    | Edith Mamani                                                               | 10'59"06    | Jhoselyn Camargo                                                            | 11'18"63    |
| Staffette              |                                                                              |             |                                                                            |             |                                                                             |             |
| Staffetta 4×100 metri  | Venezuela Luisarys Toledo Andrea Purica Génesis Romero Nercely Soto          | 44"71       | Bolivia Danitza Avila Alinny Delgadillo Guadalupe Torrez Carolina Ocampo   | 46"17       | Perù Paola Mautino Maitte Torres Diana Bazalar Kimberly Cardoza             | 46"43       |
| Staffetta 4×400 metri  | Colombia Eliana Chávez Rosangélica Escobar Melissa González Jennifer Padilla | 3'31"87     | Cile Martina Weil Isidora Jiménez María Echeverría María Fernanda Mackenna | 3'33"42     | Argentina María Ayelén Diogo Valeria Baron Noelia Martínez Fiorella Chiappe | 3'35"96     |
| Corse su strada        |                                                                              |             |                                                                            |             |                                                                             |             |
| Marcia 20 km           | Kimberly García                                                              | 1h33'11     | Ángela Castro                                                              | 1h34'25     | Maritza Guamán                                                              | 1h36'23     |
| Salti                  |                                                                              |             |                                                                            |             |                                                                             |             |
| Salto in alto          | María Fernanda Murillo                                                       | 1,90 m      | Valdileia Martins                                                          | 1,83 m      | Amanda Vergara                                                              | 1,80 m      |
| Salto con l'asta       | Robeilys Peinado                                                             | 4,70 m      | Juliana Campos                                                             | 4,20 m      | Carmen Villanueva                                                           | 3,90 m      |
| Salto in lungo         | Paola Mautino                                                                | 6,66 m      | Eliane Martins                                                             | 6,66 m      | Nathalee Aranda                                                             | 6,60 m      |
| Salto triplo           | Núbia Soares                                                                 | 14,59 m     | Silvana Segura                                                             | 13,56 m     | Giselly Landázury                                                           | 13,46 m     |
| Lanci                  |                                                                              |             |                                                                            |             |                                                                             |             |
| Getto del peso         | Natalia Duco                                                                 | 18,15 m     | Ahimara Espinoza                                                           | 18,09 m     | Geisa Arcanjo                                                               | 17,30 m     |
| Lancio del disco       | Andressa de Morais                                                           | 58,86 m     | Fernanda Martins                                                           | 57,29 m     | Ailén Armada                                                                | 48,77 m     |
| Lancio del martello    | Jennifer Dahlgren                                                            | 70,98 m     | Rosa Rodríguez                                                             | 70,93 m     | Valeria Chiliquinga                                                         | 66,77 m     |
| Lancio del giavellotto | Laila Domingos                                                               | 60,25 m     | María Lucelly Murillo                                                      | 58,81 m     | Eloah Scramin                                                               | 57,42 m     |
| Prove multiple         |                                                                              |             |                                                                            |             |                                                                             |             |
| Eptathlon              | Giovana Cavaleti                                                             | 6081 p.     | Martha Araújo                                                              | 5719 p.     | Ana Camila Pirelli                                                          | 5503 p.     |

## Medagliere
| Pos.   | Paese     | Oro | Argento | Bronzo | Totale |
| ------ | --------- | --- | ------- | ------ | ------ |
| 1      | Brasile   | 9   | 9       | 9      | 27     |
| 2      | Colombia  | 9   | 9       | 5      | 23     |
| 3      | Perù      | 6   | 7       | 2      | 15     |
| 4      | Venezuela | 6   | 4       | 4      | 14     |
| 5      | Ecuador   | 5   | 4       | 4      | 13     |
| 6      | Argentina | 4   | 1       | 7      | 12     |
| 7      | Cile      | 2   | 3       | 4      | 9      |
| 8      | Uruguay   | 2   | 1       | 1      | 4      |
| 9      | Panama    | 1   | 0       | 2      | 3      |
| 10     | Suriname  | 1   | 0       | 0      | 1      |
| 11     | Bolivia   | 0   | 6       | 4      | 10     |
| 12     | Guyana    | 0   | 1       | 2      | 3      |
| 13     | Paraguay  | 0   | 0       | 1      | 1      |
| Totale | Totale    | 45  | 45      | 45     | 135    |